# NOISY LOVE POWER☆
「NOISY LOVE POWER☆」（ノイジー・ラブ・パワー）は、大橋彩香の7枚目のシングル。2018年4月18日にLantisから発売された。

## 概要
大橋のシングルとしては「ユー&アイ」から8ヶ月ぶりのリリースとなる。
表題曲はテレビアニメ『魔法少女 俺』のオープニングテーマに起用された。大橋が演じる同アニメの主人公・卯野さきと他のキャラクターたちの愛の気持ちを表現する歌である。
販売形態は、彩香盤（LACM-14738）、さき盤（LACM-14739）の2種。彩香盤には表題曲のMVとそのメイキング映像が収録されたDVDが同梱され、さき盤は先述のアニメの書き下ろしイラストがジャケットになっている。
2018年4月11日、音楽配信サイトmoraにて独占先行配信。
2018年12月13日、セガ・インタラクティブのアーケードゲーム（音楽ゲーム）『maimai』に収録された。2021年9月16日、新バージョン『maimai でらっくす UNiVERSE』の稼働によって楽曲は削除された。
2018年12月19日、ANiUTa AWARD 2018にて春アニメ主題歌部門の年間大賞を受賞。
2020年9月、大橋が歌のおねえさんとして出演される教育番組『みんなDEどーもくん!』でカップリング曲「イカはイカすぜ☆クラーケン子ちゃん」を披露。振付はDA PUMPのTOMOが担当した。

## 楽曲について
表題曲「NOISY LOVE POWER☆」はアニメのオープニングテーマらしく明るく元気な疾走感のある曲に仕上げた。楽曲のテーマは卯野さきの気持ちを表現する「恋する女の子の曲」と魔法少女という作品のジャンルに合わせて「愛で戦っている」となっている。
大橋はパスタの曲を作りたい願望があって、その結果として「イカはイカすぜ☆クラーケン子ちゃん」というイカスミパスタの曲が誕生された。「クラーケン子ちゃん」というキャラクターのストーリーが描かれた歌詞に、大橋自身が魚介類が苦手というネタもセリフに含まれた電波ソングである。
「I knew the end of love」は大人の失恋が描かれる曲で、ジャジーな曲となっている。

## 収録曲
| #         | タイトル                                         | 作詞                | 作曲                  | 編曲                  | 時間  |
| --------- | ------------------------------------------------ | ------------------- | --------------------- | --------------------- | ----- |
| 1.        | 「NOISY LOVE POWER☆」                            | こだまさおり        | 本多友紀(Arte Refact) | 本多友紀(Arte Refact) | 4:00  |
| 2.        | 「イカはイカすぜ☆クラーケン子ちゃん」            | 狐夢想(COOL&CREATE) | ARM(IOSYS)            | ARM(IOSYS)            | 4:55  |
| 3.        | 「I knew the end of love」                       | 川崎里実            | 川崎里実              | 佐々木裕              | 4:43  |
| 4.        | 「NOISY LOVE POWER☆」(Off Vocal)                 |                     |                       |                       | 4:00  |
| 5.        | 「イカはイカすぜ☆クラーケン子ちゃん」(Off Vocal) |                     |                       |                       | 4:55  |
| 6.        | 「I knew the end of love」(Off Vocal)            |                     |                       |                       | 4:43  |
| 合計時間: | 合計時間:                                        | 合計時間:           | 合計時間:             | 合計時間:             | 27:16 |

| #  | タイトル                            | 作詞 | 作曲・編曲 |
| -- | ----------------------------------- | ---- | ---------- |
| 1. | 「NOISY LOVE POWER☆」(Music Video)  |      |            |
| 2. | 「NOISY LOVE POWER☆」(Making Video) |      |            |